# Boomerang (Italia)
Boomerang este un canal de televiziune de desene animate din Italia. Canalul este deținut de Warner Bros. Discovery.